# Peperomia aguaditana
Peperomia aguaditana är en pepparväxtart som beskrevs av Trel. & Yunck.. Peperomia aguaditana ingår i släktet peperomior, och familjen pepparväxter. Inga underarter finns listade i Catalogue of Life.